# Oberalbertsdorf
Oberalbertsdorf ist ein Ortsteil von Langenbernsdorf im sächsischen Landkreis Zwickau und hat ungefähr 150 Einwohner. Es wurde 1445 erstmals urkundlich erwähnt und im Dorf befindet sich eine Kirche. 
1957 wurde es nach Niederalbertsdorf eingemeindet.